# Jürgen Milski

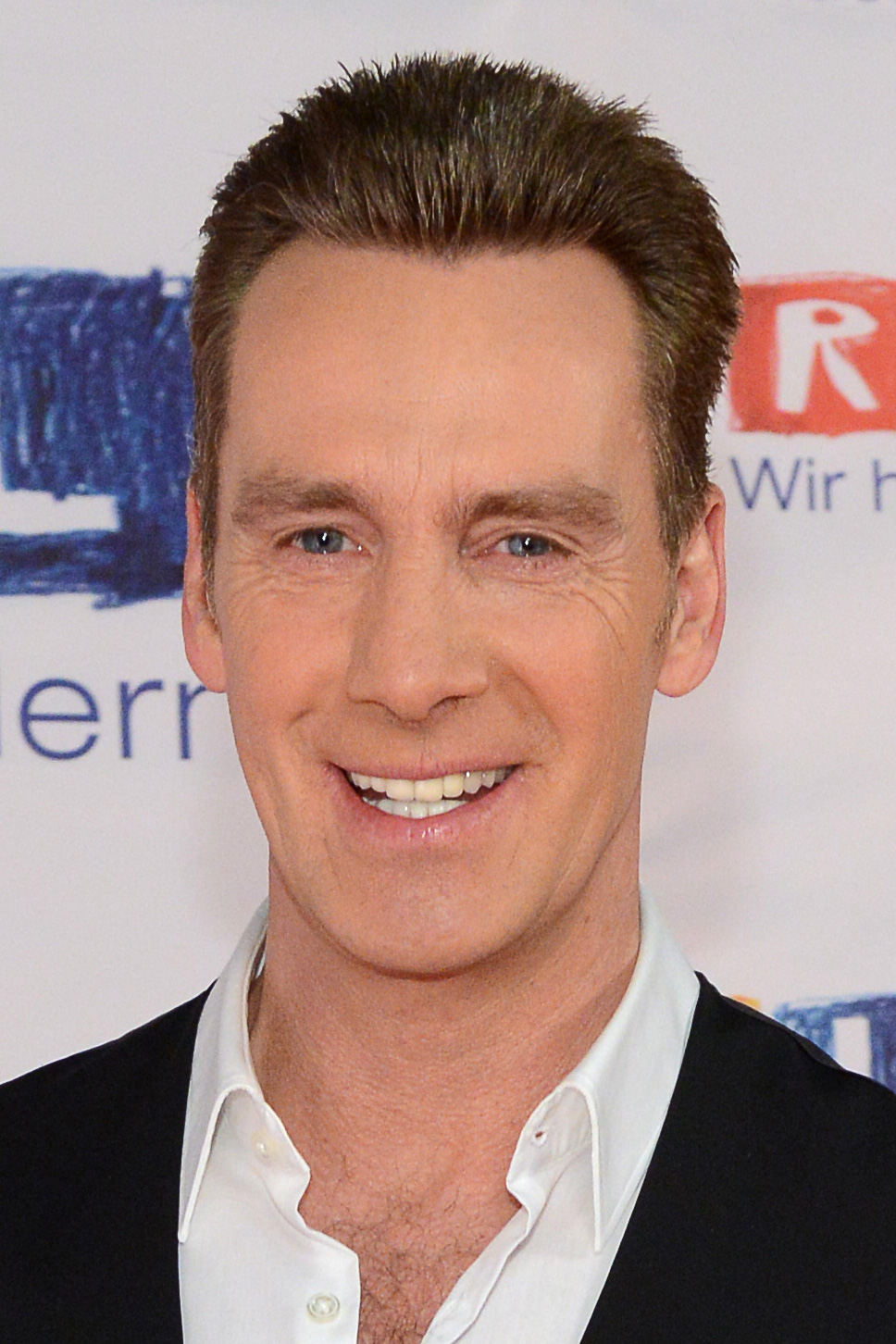
Jürgen Milski (2015)

Jürgen Hans Milski (Künstlername BB Jürgen, * 24. November 1963 in Köln) ist ein deutscher Fernsehmoderator und Partyschlagersänger.

## Leben
Milski arbeitete zunächst als Feinblechner bei Ford in Köln-Niehl. Im Jahr 2000 wurde er in der ersten deutschen Staffel von Big Brother neben Zlatko Trpkovski, mit dem er sich während der Show anfreundete, zu einem der Publikumslieblinge und belegte den zweiten Platz. Danach nahm er zusammen mit Trpkovski die Single Großer Bruder auf, die mit über 800.000 verkauften Exemplaren mehrere Wochen Platz 1 der deutschen Verkaufscharts belegte. Es folgten diverse Fernsehauftritte und weitere Musikproduktionen.
Milski bestreitet seitdem seinen Lebensunterhalt unter anderem als Sänger auf Mallorca und als Karnevalsunterhalter. In seinem Buch Ich sag’s gibt er einen Einblick in seine Erlebnisse mit der Fernsehbranche. Von März 2005 bis Februar 2016 moderierte er bei 9Live und Sport1 Call-in-Gewinnspiele. Im September 2005 war er beim Prominenten-Special der sechsten Staffel von Big Brother zu sehen. Von 2006 bis 2015 nahm er an mehreren TV-total-Sondersendungen wie dem TV total Parallelslalom und der TV total Wok-Weltmeisterschaft teil. Bei der TV total Stock Car Crash Challenge 2010 belegte er in der 3000-cm³-Klasse den ersten Platz. 2007 war er neben Charlotte Karlinder als Außenmoderator für Big Brother bei RTL II tätig.
Von Juli 2007 an moderierte er zusammen mit Alida Kurras, der Siegerin der zweiten deutschen Big-Brother-Staffel, bei RTL II die Sendung Das Schicksal meines Lebens. Wegen niedriger Quoten entschied man sich gegen eine Fortsetzung des Formats und verlegte die bereits gedrehten Folgen auf einen weniger relevanten Sendeplatz. Sein ehemaliger Arbeitgeber Ford beendete 2007 die Zusammenarbeit als Sponsor. Im gleichen Monat startete Milski zusammen mit Willi Herren und Libero5 das Bandprojekt Rühmanns Scherben. Von Januar bis Juli 2008 wirkte er bei der achten deutschen Big-Brother-Staffel mit und co-moderierte die wöchentliche Sendung Big Brother – Die Entscheidung bei RTL II. Ab 2012 moderierte er abwechselnd mit Kurras die Reallife-Doku Das ist das Leben! auf RTL II und ab März 2012 mit Anna-Maria Zimmermann die Castingshow Die Entertainer – Auf ins Rampenlicht bei Super RTL.

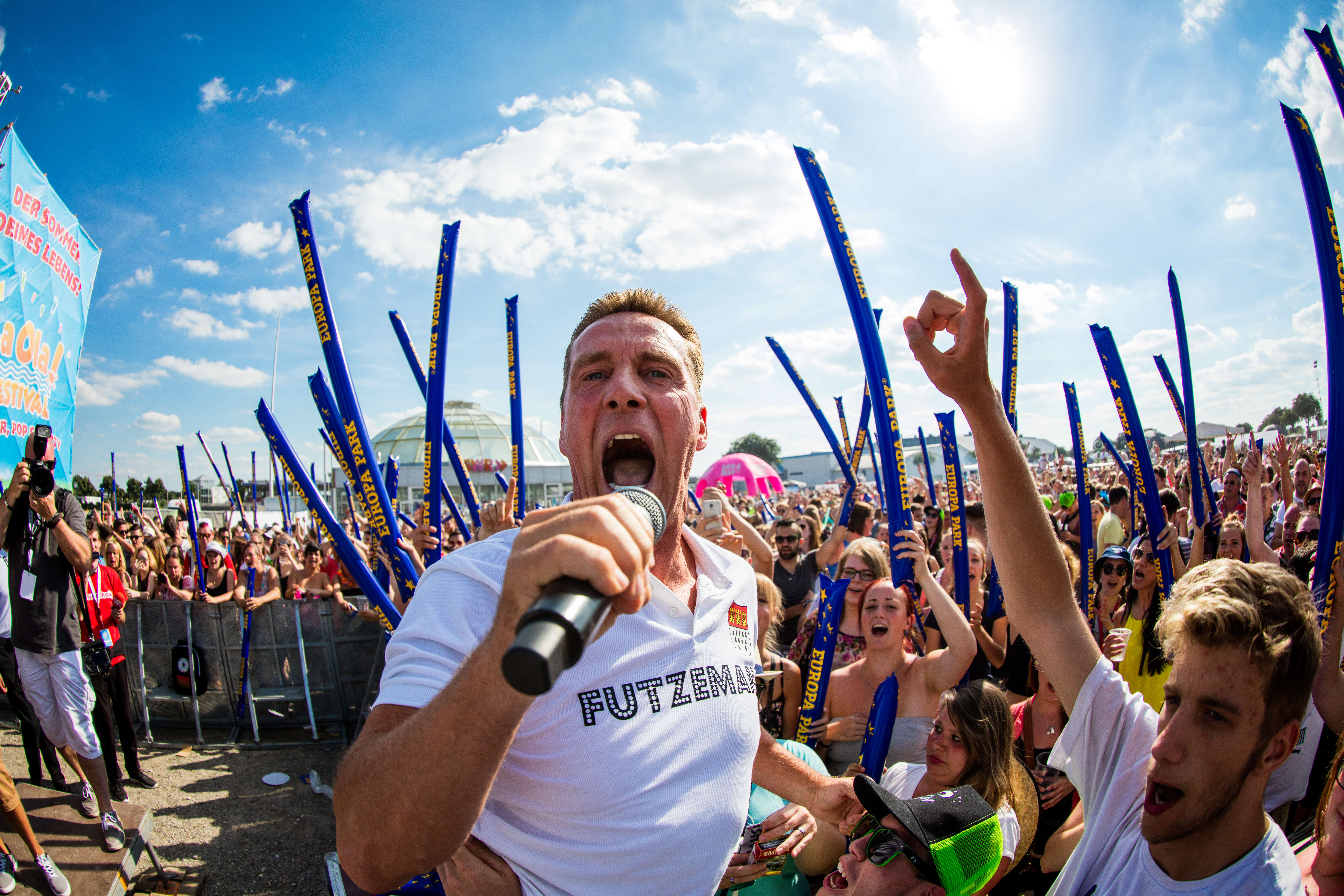
Jürgen Milski, 2016

Von April bis Mai 2013 nahm er an der sechsten Staffel von Let’s Dance teil; seine Profi-Tanzpartnerin war Oana Nechiti. Das Paar schied in der fünften Show aus. Im Januar 2016 war er Kandidat der Reality-Show Ich bin ein Star – Holt mich hier raus! bei RTL und belegte den fünften Platz. 2020 nahm er an der Reality-Show Kampf der Realitystars – Schiffbruch am Traumstrand und Die Festspiele der Reality Stars – Wer ist die hellste Kerze? teil. Außerdem unterlag er Sonja Zietlow im Dezember 2020 in der ProSieben-Show Schlag den Star.
Gemeinsam im Team mit Sandy Fähse nahm er im Jahr 2021 an der Sendung Das Supermarkt-Quiz auf RTL II teil. 2022 war er Gast bei Ich bin ein Star – Die Stunde danach und bei Ich bin ein Star – Holt mich hier raus! Die große Dschungelparty. Im November 2023 wirkte er in der elften Staffel von Promi Big Brother mit.
Er hat einen sechs Jahre jüngeren Bruder namens Peter und einen weiteren Bruder. Mit seiner Lebensgefährtin und der gemeinsamen Tochter wohnt er in Köln-Seeberg.

## Kontroversen
Im November 2015 geriet Milski in die Kritik, weil er auf seiner Facebookseite Äußerungen postete, die einen Zusammenhang zwischen Migration und dem Drogenhandel in seiner Heimatstadt Köln, insbesondere unter der Kölner Hohenzollernbrücke, herstellte. Milski sprach in diesem Zusammenhang von „Dealerpack“, was von einigen Medien, insbesondere dem Kölner Stadt-Anzeiger, als ausländerfeindliche Äußerungen bewertet wurde.
Anfang 2021 wurde er wegen seiner Äußerungen in der Sendung Die letzte Instanz erneut öffentlich kritisiert. Nach einer Wiederholungsausstrahlung am 29. Januar 2021 kam es zu einer Kontroverse um Folge 8 der Sendung, in der sich Milski und andere Gäste unter anderem gegen eine Umbenennung von Zigeunersauce ausgesprochen hatten. Auch der Zentralrat Deutscher Sinti und Roma äußerte in einer Pressemitteilung Empörung über „antiziganistische Aussagen“.

## Diskografie
Studioalben

| Jahr | Titel Musiklabel                   | Höchstplatzierung, Gesamtwochen, AuszeichnungChartplatzierungen (Jahr, Titel, Musiklabel, Platzierungen, Wochen, Auszeichnungen, Anmerkungen) | Höchstplatzierung, Gesamtwochen, AuszeichnungChartplatzierungen (Jahr, Titel, Musiklabel, Platzierungen, Wochen, Auszeichnungen, Anmerkungen) | Höchstplatzierung, Gesamtwochen, AuszeichnungChartplatzierungen (Jahr, Titel, Musiklabel, Platzierungen, Wochen, Auszeichnungen, Anmerkungen) | Anmerkungen                             |
| Jahr | Titel Musiklabel                   | DE | AT | CH | Anmerkungen                             |
| ---- | ---------------------------------- | --- | --- | --- | --------------------------------------- |
| 2000 | Volles Programm Electrola (EMI)    | DE60 (2 Wo.)DE | — | — | Erstveröffentlichung: 13. November 2000 |
| 2007 | Heut’ ist mein Tag EMI Music (EMI) | — | — | — | Erstveröffentlichung: 28. Juni 2007     |